# Vai lão
Vai lão loại vai nam nhiều tuổi trong sân khấu tuồng truyền thống. Có thể là lão quan (lão văn, lão võ) trong triều, cũng có thể là những người dân thường (như vai lão say, lão ngư, lão tiều). Vai lão có cách diễn, hoá trang, râu tóc riêng, đồng thời cũng thể hiện cả tính cách, nguồn gốc, nghề nghiệp. Có các loại vai lão: Lão văn, thường là nhân vật chính diện trong các vở tuồng; là ông già quan văn trong triều, tính cách điềm đạm, nhẹ nhàng và thường cơ mưu hơn lão võ. Lão võ, thường là nhân vật chính diện; là quan võ đã già, quen nghề chiến trận, tính cách nóng nảy, ít cơ mưu. Lão tiều, là nhân vật làm nghề đốn củi (tiều phu) trong rừng, thường là ông già. Lão ngư, nhân vật làm nghề câu cá hoặc chài lưới trên sông, thường là ông già. Lão đen, nhân vật mặt hoá trang hai màu đen và trắng nhưng màu đen đậm hơn, quanh mắt có vòng tròn màu đen, tính cách trung thực, vũ dũng.